# Eupithecia aliena
Eupithecia aliena là một loài bướm đêm trong họ Geometridae.